# Рак Петро
Петро Рак (псевдо: «Овоч») (*1917, с. Конюхи, тепер Козівська селищна громада, Тернопільська область — 1 квітня 1947) — командир сотнень «Буйні» та «Холодноярці» ВО-3 «Лисоня».

## Життєпис
Народився в 1917 році у селі Конюхи (тепер Козівська селищна громада, Тернопільська область).
Служив у польській армії. 
Командир чоти у сотні “Холодноярці” (03-08.1944), командир сотні «Буйні» (08-10.1944), командир сотні «Холодноярці» ВО-3 «Лисоня» (25.11.1944-1946).
У червні 1946 року супроводжував Романа Шухевича під час інспекції ВО-3 «Лисоня». 
Хорунжий (15.04.1945), поручник (22.01.1946).
Автор «Хроніки сотні «Буйні»» високо цінує його командирські здібності : 
| Новий сотенний Овоч зовсім відрізнявся від попереднього як характером, так і поведінкою. Як тільки перебрав сотню, він переглянув усі рої, сконтролював застави, пізнався з розположенням їх в терені та давав практичні поради, як мають поступати в разі наскоку ворога. Це піднесло всіх на дусі, бо знали від Холодноярців, що Овоч відважний бойовик і добрий командир[2]. |